# Zelindopsis nigrocauda
Zelindopsis nigrocauda är en tvåvingeart som först beskrevs av Charles Howard Curran 1927.  Zelindopsis nigrocauda ingår i släktet Zelindopsis och familjen parasitflugor.
Artens utbredningsområde är Kongo. Inga underarter finns listade i Catalogue of Life.